# Хорольська центральна районна бібліотека
Хорольська центральна районна бібліотека - головна бібліотека Хорольської централізованої бібліотечної системи, методичний центр для бібліотек району усіх систем і відомст, інформаційно-просвітницький центр району, місце дозвіллєво-культурного відпочинку користувачів - жителів, гостей міста і району, центр міжкультурних комунікацій, один із основних осередків місцевої громади щодо поповнення історії району краєзнавчими матеріалами. Розташована в м. Хорол по вулиці Незалежності, 61.

## Перші бібліотеки на Хорольщині
Першою громадською бібліотекою на території Хорольського району була бібліотека при громадському клубі, створена в 1876 році. Перша згадка про неї була надрукована в «Справочной книжке Полтавской губернии» за 1901 рік в розділі «Хорольский уезд»
В місті Хорол з початку XIX століття працювало Хорольське повітове училище, при якому існувала бібліотека. Перша згадка про бібліотеку повітового училища була надрукована в «Відомостях з Пам’ятної книжки Полтавської губернії за 1874 рік».
Пізніше відкривається бібліотека при громадському зібранні м. Хорол (1884).
У кінці XIX століття в місті з’явилися 3 інші бібліотеки: приватна бібліотека міщанина Нісона Фрідмана, читальня попечительства комітету народної тверезості та народна бібліотека-читальня, про що є згадка «Справочной книжке Полтавской губернии» за 1901 рік в розділі «Хорольский уезд» В цьому ж виданні згадується також перша волосна бібліотека в селі Новоаврамівка, яка відкрилася в 1897 році.
Напередодні Жовтневої революції 1917 року в Хорольському повіті великі бібліотеки були у приватних колекціях панів Хомутова (в його будинку по вулиці Лубенській), Котляревського (в с. Вишняках), Родзянко – (с. Веселий Поділ) та у князя Кільдашова (по вулиці, що зараз носить назву „Піонерська”).

## Створення першої міської бібліотеки на початку 20-х років XX століття.Бібліотеки Хорольського району в 30-х роках
Після жовтневої революції 1917 року всі панські бібліотеки були конфісковані і передані у фонд першої міської бібліотеки для масового користування. В 1924 – 1927 роках ця бібліотека була розташована в приміщені колишнього Палацу піонерів, а наприкінці 1927 року її перевели в бувший будинок Орловського.
Перша згадка про Хорольську районну бібліотеку відноситься до 24 лютого 1933 року, коли співробітником Народного Комісаріату Освіти УСРР М. Горватом був складений «Акт про перевірку фондів і роботи Хорольського музею», де наведені факти і про роботу районної бібліотеки.
В 1935 році районна бібліотека була переведена в окреме приміщення по вулиці Карла Маркса – нині вулиця Незалежності.
До Великої Вітчизняної війни в районі не було сільських бібліотек – діяли лише бібліотеки-пересувки. Робота таких бібліотек висвітлювалася на сторінках районної газети «Соціалістична Хорольщина». Зокрема в газеті № 153 за липень 1940 року була надрукована стаття «Вогнище радянської культури». В ній писалося: «При районній бібліотеці організовано 25 пересувок, які обслуговують колгоспників. Найкраще працюють пересувки, де ними керують тов. П. Лопата (Мелюшки) і тов. В. Лук’янець (Софино)».

## Районна бібліотека в роки німецької окупації
В 1940 році, напередодні XX світової війни, в бібліотеці працювало разом з завідувачкою 8 осіб. Серед них Чорноброва М.М., Ромас М. І., Нагінська Ф.Л., Лисенко Г.В., Левченко Л.Д..
До окупації міста Хорол німецькими загарбниками книжковий фонд бібліотеки нараховував 66 тисяч екземплярів книг, з них 6000 – література для дітей.
Перед вступом німців у місто, відчуваючи небезпеку, працівники бібліотеки найціннішу літературу закопали в сараї, але фашисти знайшли її і знищили. На цей період робота бібліотеки була припинена.
Як тільки місто було звільнене від окупантів (23 вересня 1943 року) бібліотекар Ромас М.І., яка згодом стала директором бібліотеки, приступила до збору книг від населення для районної бібліотеки. 10 жовтня 1943 року районна бібліотека відновила свою роботу, маючи у своєму фонді 1980 книг. Книги для бібліотеки стали надходити від інших великих бібліотек з міст Горького, Іваново, Москви. Уже на 01.01.1944 року надійшло 1706 нових примірників. В той же час продовжували поступати книги і від населення району. Багато літератури надійшло від Соколовської Ольги Бенедиктівни, від лікаря Полонського (92 книги), секретаря райкому партії Міщенка Йосипа Семеновича (176 книг), від Письменної В.Я. (100 книг). В день відновлення своєї роботи, бібліотека одержала від райкому партії велику географічну карту, на якій бібліотечні працівники щоденно відмічали лінію фронту. Ще йшла війна, а фонд бібліотеки все зростав. Після закінчення війни фонд став систематично поповнюватися за рахунок державних коштів.

## Розвиток бібліотечної справи в повоєнні роки
Після закінчення війни фонд став систематично поповнюватися за рахунок державних коштів. Лише за 5 місяців 1948 року в районній бібліотеці збільшилося книг на 1600 екземплярів. Уже в 50-х роках фонд районної бібліотеки становив 68000, а читачів в районній бібліотеці було 3115.
Після Другої світової війни у селах району не було ні клубів, ні бібліотек. Молодь сіл своїми силами почала відбудовувати сільські клуби та створювати хати-читальні. 27 червня 1948 року передова стаття газети „Соціалістична Хорольщина” писала, що в районі на цей час уже в 15 сільських і колгоспних клубах діяли свої бібліотеки. В місті Хорол районна бібліотека на цей час налічувала 7500 книг.
В 1948 році місцева влада вжила заходів щодо виділення приміщень під клуби і бібліотеки в селі Попівці, Грушиному, Новій Аврамівні. Клуби і бібліотеки було радіофіковано, забезпечено літературою.
В 1949 році відбувся Пленум ЦК КП(б) України, який ухвалив рішення про утворення бібліотек в кожному колгоспі. В цьому ж році в 34 колгоспах району уже були свої бібліотеки, в яких нараховувалося до 10 тисяч книг. 34 колгоспні бібліотеки охопили близько півтори тисячі постійних читачів.
Однією з кращих бібліотек на селі в цей час була бібліотека колгоспу імені Ворошилова (село Клепачі). Завідувач цієї бібліотеки фронтовик Новоселецький Василь Іванович займався не лише видачею книг, але й систематично пропагував книги серед односельчан. Він влаштовував у бібліотеці голосні читки як художньої так і науково-популярної літератури, організовував пересувки дитячої літератури для школи, систематично забезпечував книгами і газетами інвалідів Великої Вітчизняної війни.
Хорольська районна бібліотека весною 1949 року виділила для обслуговування колгоспників району в час весняної сівби 18 пересувних бібліотек. Значна кількість книг в пересувних бібліотеках була про досвід Героїв Соціалістичної праці в боротьбі за одержання високих урожаїв зернових і технічних культур. В кожній пересувці налічувалося від 30 до 60 книг. Пересувними бібліотеками було охоплено кілька сотень сільських читачів.

## Розвиток бібліотечної справи в районі в 50-60- х роках XX століття
На початку 50-х років районна бібліотека знаходилася в звичайній хаті по вулиці Леніна (нині Небесної сотні) і потребувала більшого приміщення через розширення фондів.
У вересні 1953 року було відкрито сільську бібліотеку в селі Новачиха і приклубну в селі Хвощівка. В цьому ж році було організовано 52 пересувні бібліотеки в рільничих, тракторних бригадах та на тваринницьких фермах. 7 пересувних бібліотек організувала Шишаківська приклубна бібліотека, 4 – Новоаврамівська, 4 – Орликівська. В цей період році при сільських бібліотеках налічувалося більше 100 громадських книгонош.
На початок 1954 року в районі було 57 бібліотек, книжковий фонд яких налічував 82 тисячі книг. Протягом цього року сільські бібліотеки були відкриті ще в чотирьох селах: Бутівці, Демина Балка Єньки та Вергуни. Кожна з цих бібліотек на кінець року налічувала в своєму фонді по 1500 книг, а Вергунівська бібліотека - 3000 книг.
В 1954 році в районну бібліотеку було придбано книг на суму 8 тисяч карбованців, а сільським бібліотекам на суму 15 тисяч карбованців.
В 1955 були створені бібліотеки в селах Павлівці, Ульянівці, Староаврамівці.
В 1956 році кращою бібліотекою в районі було визнано Попівську бібліотеку, де бібліотекарем працювала Марія Тур. Бібліотека була відкрита в 1953 році.
До послуг читачів читальної зали ЦРБ в 1957 році було 22 назви газет та 66 назв.
В 1958 році в селі Трубайці був відкритий новозбудований клуб і при ньому виділили кімнату для сільської бібліотеки.
У вересні 1958 року районній бібліотеці було виділене нове приміщення.
Напередодні 42-ї річниці Жовтневої революції в селі Хвощівка в 1959 було відкрито новий клуб та сільську бібліотеку.
У 1960 році поступово в бібліотеках району почали вводити вільний доступ до книг. Читачі самі дістали змогу вибирати книги на поличках. В цьому ж році в районну бібліотеку була введена посада методиста, який повністю контролював роботу сільських бібліотек і надавав їм методичну допомогу. Першим методистом районної бібліотеки був призначений Новоселецький Василь Іванович.
З 1963 року в штаті районної бібліотеки з’явилася посада бібліографа, на яку була призначена Медяник Л.В

## Створення централізованої бібліотечної системи в 70-х роках XX століття
З 1 листопада 1977 року в районі була утворена централізована бібліотечна система. Районна бібліотека стала центральною районної бібліотеки – методичним центром бібліотечної справи в районі. Відповідно загальносоюзних нормативних документів Хорольський райвиконком ухвалив рішення від 8 грудня 1976 року про створення в районі централізованої бібліотечної системи. Відповідно цього рішення, наказом № 2 від 2 листопада 1977 року по централізованій бібліотечній системі, сільські бібліотеки стали бібліотеками-філіями Хорольської ЦБС. В ЦБС було прийнято 40 сільських бібліотек-філій:
1. Андріївська бібліотека-філія № 1 – завідувачка Мисюра Лідія Іванівна,
2. Козубівська бібліотека-філія № 12 – завідувачка Мельникова Ганна Павлівна,
3. Софинська бібліотека-філія № 21 – завідувачка Макогон Антоніна Василівна,
4. Березняківська бібліотека-філія № 2 – завідувачка Семенець Ганна Луківна,
5. Бовбасівська бібліотека-філія № 3 – завідувачка Керекелиця Марія Микитівна,
6. Трубайцівська бібліотека-філія № 24 – завідувач Безносик Борис Григорович,
7. Бригадирівська бібліотека-філія № 4 – завідувачка Вітряк Ольга Йосипівна,
8. Орликівська бібліотека-філія № 17 – завідувачка Гаркуша Ганна Григорівна,
9. Миколаївська бібліотека-філія № 34 – старший бібліотекар Кривець Валентина Іванівна,
10. Новоіванівська бібліотека-філія № 16 – завідувачка Балаклієць Таміла Митрофанівна,
11. Вергунівська бібліотека-філія № 5 – завідувачка Бондаренко Катерина Макарівна,
12. Клепачівська бібліотека-філія № 9 – завідувачка Сирота Лідія Сергіївна ,
13. Вишняківська бібліотека-філія № 6 – завідувачка Фесенко Катерина Андріївна,
14. Демино-Балківська бібліотека-філія № 8 – завідувачка Гавриленко Марія Мартинівна,
15. Ковалівська бібліотека-філія № 10 – завідувачка Малюжко Тетяна Миколаївна,
16. Грушинська бібліотека-філія № 7 – завідувачка Левченко Марія Олександрівна,
17. Мелюшківська бібліотека-філія № 36 – бібліотекар Левченко Катерина Семенівна,
18. Ковтунівська бібліотека-філія № 11 – завідувачка Хрущак Надія Антонівна,
19. Штомпелівська бібліотека-філія № 29 – завідувачка Похилько Лідія Тимофіївна,
20. Наталівська бібліотека-філія № 37 – старший бібліотекар Кузьменко Катерина Михайлівна,
21. Мусіївська бібліотека-філія № 13 – завідувачка Кучер Тетяна Григорівна,
22. Шкилівська бібліотека-філія № 28 – завідувачка Крутько Лідія Миколаївна,
23. Новачиська бібліотека-філія № 14 – завідувачка Костенко Валентина Миколаївна,
24. Новоаврамівська бібліотека-філія № 15 – завідувачка Авдєєва Марія Іванівна,
25. Попівська бібліотека-філія № 20 – завідувачка Романенко Марія Миколаївна,
26. Петрівська бібліотека-філія № 18 – завідувач Коломієць Іван Іванович,
27. Єньківська бібліотека-філія № 32 – бібліотекар Мічманенко Ольга Іванівна,
28. Садівська бібліотека-філія № 39 – бібліотекар Герасименко Антоніна Григорівна,
29. Покровськобагачанська бібліотека-філія № 19 – завідувачка Олійник Поліна Семенівна,
30. Стайчанська бібліотека-філія № 22 – завідувачка Мартинова Анастасія Никифорівна,
31. Староаврамівська бібліотека-філія № 40 – завідувачка Комаренко Ольга Михайлівна,
32. Тарасівська бібліотека-філія № 23 – завідувачка Бибик Ганна Кирилівна,
33. Єрківська бібліотека-філія № 33 – старший бібліотекр Сапа Ніна Андронівна,
34. Бутівецька бібліотека-філія № 30 – старший бібліотекар Малюжко Таїсія Олексіївна,
35. Хвощівська бібліотека-філія № 25 – завідувачка Бровко Ганна Федорівна,
36. Глибокодолинська бібліотека-філія № 31 – бібліотекар Ярова Катерина Андріївна,
37. Куторжанська бібліотека-філія № 35 – бібліотекар Кравцова Олена Олександрівна,
38. Хильківська бібліотека-філія № 26 – завідувачка Коваленко Інна Іванівна,
39. Шишаківська бібліотека-філія № 27 – завідувачка Ярош Ольга Іванівна,
40. Павлівська бібліотека-філія № 27 – старший бібліотекар Ігнатенко Ніна Іванівна.

## Розвиток бібліотечної справи в 80-90 ті роки
Під керівництвом центральної районної бібліотеки, як методичного центру, бібліотеки району в 80-х роках обслуговували 25 тисяч читачів, проводили серед населення широку пропаганду книги. В 1984 року центральна районна бібліотека переїхала в нове приміщення колишньої середньої школи №2 по вулиці Карла Маркса (нині вулиця Незалежності, 61), де вона знаходиться і в даний час.
З 1991 року, після розпаду Радянського Союзу, в зв’язку з фінансовими труднощами, бібліотечна система стала фінансуватися набагато гірше, завідувачів філій стали переводити на 20 годинний робочий тиждень.
До 1997 року було закрито 3 бібліотеки-філії. Скоротилося, або й зовсім припинилося в деякі роки централізоване надходження книг через обласний бібколектор. В зв’язку з цим постало питання про скорочення штату центральної районної бібліотеки, яке відбулося в серпні 1997 року. З 31 бібліотекаря в ЦРБ залишилося 10, в районній бібліотеці для дітей – 2 бібліотекаря.

## Бібліотеки Хорольського району в ХХІ столітті
З 2000 року і до 2018 року штати центральної районної бібліотеки не змінювалися, але кількість бібліотек-філій зменшилася до 33.
З 2000 року центральна районна бібліотека стала спеціалізуватися на літературному краєзнавстві, організувавши навколо себе талановитих самодіяльних поетів Хорольщини. Щорічно до дня слов’янської писемності та культури у травні проводилося традиційне свято «Поетична весна Хорольщини».
В 2005 році районна бібліотека відзначила свій 70-літній ювілей. В бібліотеці відбулося свято книги та широкий звіт перед населенням. На свято були запрошені ветерани бібліотечної справи та керівництво району.
В 2007 році центральна районна бібліотека видала поетичну збірку «Літературна Хорольщина». У 2009 за фінансової підтримки районної державної адміністрації та районної ради бібліотека підготувала до друку і видала збірку дитячих віршів самодіяльних поетів Хорольщини «Клубочок».
В 2015 році Хорольська центральна районна бібліотека відзначала своє 80-річчя, до якого була видана збірка авторів Сайно Л.В. та Редьки І.В. «Історія центральної районної бібліотеки».
З 1 січня 2016 року рішенням тринадцятої сесії сьомого скликання Хорольської районної ради від 23 грудня 2015 року в районі була відновлена діяльність централізованої бібліотечної системи, до якої увійшли 23 бібліотеки. 4 бібліотеки увійшли до складу Клепачівської об’єднаної територіальної громади: Клепачівська, Вергунівська, Шишаківська та Новачиська бібліотеки. 4 бібліотеки увійшли до Покровськобагачанської сільської ради: Покровськобагачанська, Березняківська, Тарасівська та Єрківська бібліотеки. 4 бібліотеки увійшли до складу Новоаврамівської сільської ради: Новоаврамівська, Ковалівська, Попівська та Грушинська бібліотеки
2017 року при центральній районній бібліотеці було утворене літературне об’єднання «Хорольські дивоцвіти», яке очолила ветеран бібліотечної справи Сайно Людмила Василівна. У цьому ж році учасниками об’єднання була видана поетична збірка «Ми діти твої, Україно, і доля у нас одна». З березня 2018 року об’єднання очолює директор ЦБС О.В. Левіна.
Станом на 01.01.2018 року в Хорольську централізовану бібліотечну систему входить 23 бібліотеки: центральна районна бібліотека, районна бібліотека для дітей та 21 бібліотека-філія:
Андріївська бібліотека – бібліотекар І категорії Черненко Галина Іванівна
Бовбасівська бібліотека – бібліотекар Цилюрик Олександр Юрійович
Бригадирівська бібліотека – бібліотекар І категорії Зінченко Галина Віталіївна
Бутівецька бібліотека – бібліотекар І категорії Малюжко Таїсія Олексіївна
Вишняківська бібліотека – бібліотекар І категорії Стеценко Лілія Володимирівна
Єньківська бібліотека – бібліотекар Шкурпіт Любов Іванівна
Ковтунівська бібліотека – бібліотекар І категорії Дешева Ніна Василівна
Козубівська бібліотека – бібліотекар І категорії Мельникова Ганна Павлівна
Костюківська бібліотека – бібліотекар І категорії Костюк Ніна Григорівна
Куторжанська бібліотека – бібліотекар Підгорняк Оксана Миколаївна
Мусіївська бібліотека – бібліотекар Бурлака Світлана Мургузівна
Наталівська бібліотека – бібліотекар Макобок Лариса Григорівна
Орликівська бібліотека – бібліотекар І категорії Заєць Людмила Іванівна
Вишнева бібліотека – бібліотекар Перекопна Валентина Григорівна
Стайчанська бібліотека – бібліотекар Назаренко Наталія Анатолівна
Староаврамівська бібліотека – бібліотекар Янюк Марина Миколаївна
Трубайцівська бібліотека – бібліотекар Бобир Наталія Олександрівна
Хвощівська бібліотека – бібліотекар Рудич Ганна Яківна
Хильківська бібліотека – бібліотекар І категорії Семенюта Наталія Миколаївна
Штомпелівська бібліотека – бібліотекар Синчук Оксана Борисівна
Ялосовецька бібліотека – бібліотекар І категорії Зінченко Галина Віталіївна.
12 бібліотек об’єднаних сільських рад входять до районної бібліотечної системи.
При центральній районній бібліотеці діють відділи: методично-бібліографічний (завідувачка відділу Устименко Галина Миколаївна, бібліограф Редька Ірина Володимирівна), відділ обслуговування (завідувачка Сєннікова Світлана Миколаївна, бібліотекарі – Сістук Олена Миколаївна, Радченко Олена Михайлівна, Бурчак Неля Григорівна), відділ комплектування (завідувачка Жиденко Людмила Іванівна, бібліотекар Бурчак Людмила Леонідівна), відділ збереження і використання (бібліотекар Мурашко Каріна Юріївна).
На 01.01.2018 року в Хорольській районній бібліотечній системі працює 45 бібліотекарів, які обслуговують 13000 читачів та видають їм 280 тисячі книг в рік.

## Історія Хорольської районної бібліотеки для дітей
В 1947 році при районній бібліотеці був відкритий відділ по обслуговуванню дітей-читачів. А 20 січня 1948 року цей відділ був реорганізований в районну дитячу бібліотеку, завідувачкою якої було призначено Василенко Марію Кіндратівну. В 1955 році бібліотека отримала чимало літератури і вже мала книжковий фонд в 11000 екземплярів різноманітної літератури. На цей час бібліотека обслуговувала 1280 читачів.
З 1-го листопада 1977 року районна дитяча бібліотека ввійшла в централізовану бібліотечну систему і Василенко М.К. була призначена заступником директора ЦБС по роботі з дітьми. З 1985 року завідувачкою районної бібліотеки для дітей було призначено Устименко Ганну Іванівну.
Районна бібліотека для дітей має 2 абонементи: абонемент для дошкільнят і учнів 1-4 класів та абонемент учнів 5-7 класів. завідувачка районною бібліотекою для дітей Устименко Ганна Іванівна, бібліотекар – Бровко Аліна Іванівна.

## Керівники районної бібліотеки
1924 – 1933 - Кохан
1933 – 1934 - Кальманович Блюма Яківна
1934 – 1936 - Голуб Ніна Михайлівна
1936 – 1941- Волошин Микола Григорович
1941 – 1943 - Омельченко Олена Дмитрівна
1943 – 1956 - Ромас Марія Іванівна
1956 – 1960 - Прокопенко Лідія Миколаївна
1960 – 1981- Зєвіна Олена Василівна
1981 – 1997 – Сніжко Людмила Максимівна
1997 – 2015 – Сайно Людмила Василівна
з 2015 року директором бібліотеки стала Левіна Оксана Володимирівна